# 1884

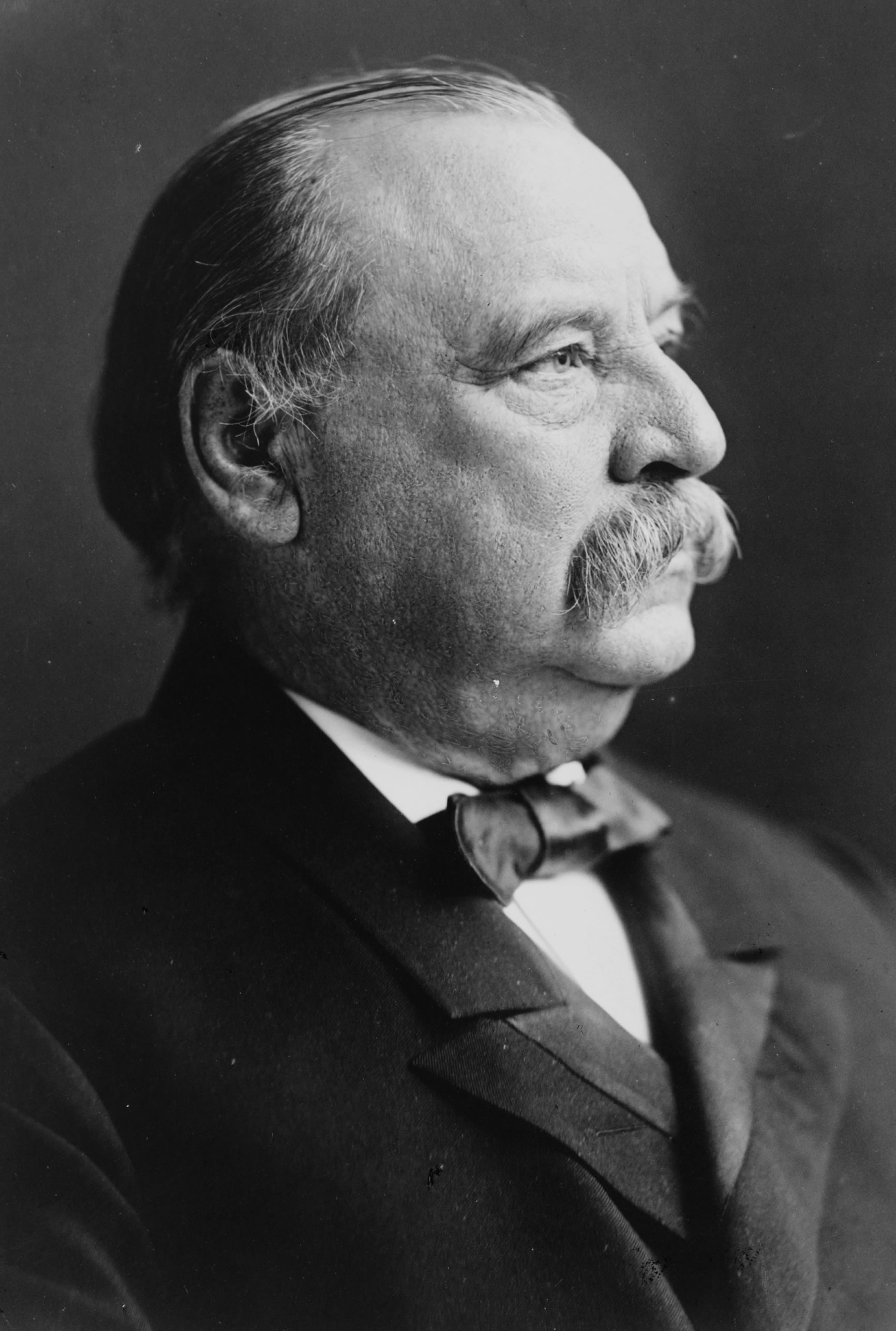
Grover Cleveland

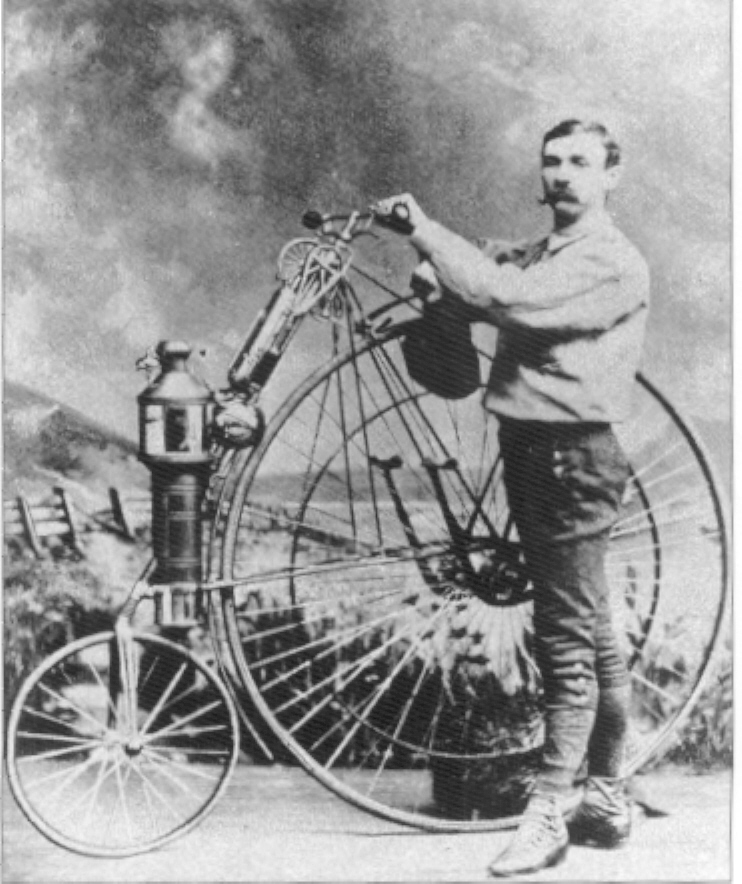
Copeland stoommotorfiets

Het jaar 1884 is het 84e jaar in de 19e eeuw volgens de christelijke jaartelling.

## Gebeurtenissen
januari
- 4 - In het Verenigd Koninkrijk wordt door radicale liberalen en reformistische socialisten de Fabian Society opgericht. Doel is te komen tot een geleide economie. De oprichters willen de productiemiddelen nationaliseren.
- januari - Mislukte expeditie van kolonel Demmeni op de westkust van Atjeh om de gegijzelde bemanning van het Engelse stoomschip Nisero te bevrijden. De radja van Teunom laat zijn gijzelaars naar het binnenland brengen.

maart
- 13 - Begin van het Beleg van Khartoum.
- 22 - De sucre wordt ingevoerd als munteenheid van Ecuador.
- 23 - De Nederlandse regering weigert koninklijke goedkeuring aan de Sociaal-Democratische Bond.
- 25 - Na een intensieve campagne is Ceará de eerste Braziliaanse staat die de slavernij afschaft.

april
- 14 -  De Oranje Nassau, het eerste stoomschip van de West-Indische Maildienst, komt in Paramaribo aan.

mei
- 1 - Er breekt in de VS een staking uit die uiteindelijk het begin van de achturige werkdag zal betekenen. Deze dag zal de geschiedenis ingaan als de Dag van de Arbeid en is in vele landen een erkende feestdag. Uitzonderingen zijn Canada, Nederland, Zuid-Afrika en ook de Verenigde Staten.
- 1 - Vakbonden worden gelegaliseerd in Frankrijk.
- 13 - De American Institute of Electrical Engineers (AIEE), voorloper van de IEEE wordt opgericht.
- 29 - De Nationale Maatschappij van Buurtspoorwegen wordt opgericht.

juni
- 16 - De Katholiek Jules Malou wordt premier van België.
- 21 - De Nederlandse kroonprins Alexander sterft aan tyfus. Daarmee wordt de vierjarige prinses Wilhelmina troonopvolger.

augustus
- 1 - Koningin Emma wordt door de Verenigde Vergadering van de Staten-Generaal benoemd tot regentes voor prinses Wilhelmina in geval koning Willem III zou overlijden.
- 2 - Ham Nghi wordt keizer van Vietnam.
- 9 - Bij de eerste vlucht behaalt het luchtschip La France een snelheid van 21 km/h, maar wat nog belangrijker is, is dat het schip kan worden bestuurd.
- 10 - Het Friese Statenlid Age Buma richt zich per brief tot zijn Overijsselse collega Pieter van Diggelen. Doel is om door deskundig onderzoek een inpolderingsplan voor de Zuiderzee en de Wadden te ontwikkelen. Dit contact leidt tot de oprichting van de Zuiderzeevereniging.
- 12 - De gijzelaars van de Nisero worden vrijgelaten tegen een losgeld van 100.000 daalders. De radja van Teunom had 400.000 daalders geëist.
- 19 augustus - In Amsterdam worden de eerste Nederlandse zwemwedstrijden voor vrouwen gehouden.
- 20 Gouverneur Demmeni van Atjeh begint met het concentreren van zijn manschappen in het gebied rond Koeta Radja. Er wordt een linie van zestien forten aangelegd rondom het terrein.
- 22 - In de Chinees-Franse Oorlog valt de Franse marine de Chinese vloot nabij Fuzhou aan. Daarbij worden in zeer korte tijd negen schepen tot zinken gebracht, waarbij zo’n 3000 doden vallen. Aan Franse zijde is de schade minimaal.

september
- 21 september - De Arlbergspoorlijn komt gereed.
- 23 september - Herman Hollerith patenteert zijn mechanische optelmachine.

oktober
- 1 - In Groningen begint de smid Albert Fongers met het fabriceren van fietsen.
- 18 - Hertog Willem van Brunswijk sterft kinderloos. koninkrijk Pruisen weigert Ernst-August als troonopvolger te erkennen, en tot 1913 wordt Brunswijk geregeerd door een Pruisische regent.
- 18 - De University of Wales, Bangor wordt gesticht.
- 22 - 41 Afgezanten van 25 naties houden op uitnodiging van de president van de Verenigde Staten de Internationale Meridiaanconferentie in Washington D.C. Ze spreken af, dat de meridiaan van Greenwich voortaan internationaal erkend zal zijn als nulmeridiaan.
- 26 - August Beernaert wordt premier van België.

november
- 1 november - Oprichting van de Gaelic Athletic Association in Thurles, Ierland.
- november - Grover Cleveland verslaat James G. Blaine in presidentsverkiezingen in de VS.
- 15 Begin van de Conferentie van Berlijn Hier wordt Afrika verder verdeeld onder de koloniale mogendheden.
- Duitsland treedt naar voren als koloniale mogendheid. Duits-Zuidwest-Afrika, Togoland, Kameroen en de Bismarckarchipel worden Duitse koloniën of protectoraten.
- 18 - Met Britse steun verovert China opnieuw Oost-Turkestan (Xinjiang) en annexeert het gebied. Zo weet Groot-Brittannië het gevaar voor grotere Russische expansie in te dammen.
- 24 - Isala Van Diest wordt bij koninklijk besluit toegelaten als eerste vrouwelijke arts in België.

december
- december - Pro-Japanse hervormers plegen een staatsgreep in Korea, die met Chinese hulp wordt neergeslagen.

zonder datum
- In Frederiksoord wordt de eerste tuinbouwschool van Nederland opgericht.
- In België richten de conservatieven de Katholieke Partij op onder de benaming: "Fédération des Cercles catholiques et des Associations conservatrices".
- In het Engeland teistert een epidemie van buiktyfus het land.
- Einde van de Salpeteroorlog in Zuid-Amerika. Bolivia staat de provincie Cobija af aan Chili, en verliest zijn verbinding met de zee.
- Transvaal herkrijgt zijn onafhankelijkheid.
- De Russen veroveren het gebied rond Merv.
- Lucius Copeland presenteert een door een stoommachine aangedreven vélocipède (zie: Copeland).
- Edward Butler ontwerpt de Velocycle, een tricycle, maar krijgt de financiering niet rond.
- Hans Christian Gram ontwikkelt de gramkleuring.
- Het tweede (Berlijn) specimen van Archaeopteryx wordt gevonden.
- Ludwig Boltzmann geeft de theoretische afleiding voor de wet van Stefan-Boltzmann.
- Oliver Heaviside en Josiah Willard Gibbs publiceren een verkorte versie van de wetten van Maxwell, gebaseerd op vectoranalyse.
- Svante Arrhenius promoveert op een proefschrift over de elektrische geleidbaarheid, dat de basis vormt van de theorie betreffende eloktrolytische dissociatie.
- Charles A. Person vindt de reactieturbine (zie stoomturbine) uit.
- De Highgate Hill Cable Tramway in Londen is de eerste kabeltram in Europa.
- Op het tennistoernooi van Wimbledon worden voor het eerst ook wedstrijden voor dames en in het dubbelspel gehouden.
- Skeleton wordt als sport geïntroduceerd.
- De Haarlemse Lawn-TennisClub, de eerste Nederlandse tennisclub, wordt opgericht door Pim Mulier.

- Wereldtentoonstelling in New Orleans, Louisiana.
- De Siamese kat wordt in Europa geïmporteerd.
- Rond deze tijd krijgt de gitaar zoals gebouwd door Antonio de Torres zijn huidige 'klassieke' vorm.

- In dit jaar opgerichte bedrijven: NCR (VS: kassa's, computers), NSU (Duitsland: naaimachines, fietsen, motorfietsen, auto's), Gall & Gall (Nederland: slijterijen).

## Muziek
- 3 december: eerste uitvoering van Holberg-kantate van Edvard Grieg
- 7 december: eerste uitvoering van Fra Holbergs tid (Holbergsuite, opus 40) van Edvard Grieg
- Percy Montrose schrijft "Oh my darling, Clementine".
- Giacomo Puccini schrijft zijn eerste opera, Le Villi
- Edvard Grieg componeert Romanser, opus 39 voor zang en piano
- Jules Massenet schrijft de opera Manon

## Beeldende kunst
- Georges Seurat voltooit het schilderij La baignade à Asnières.

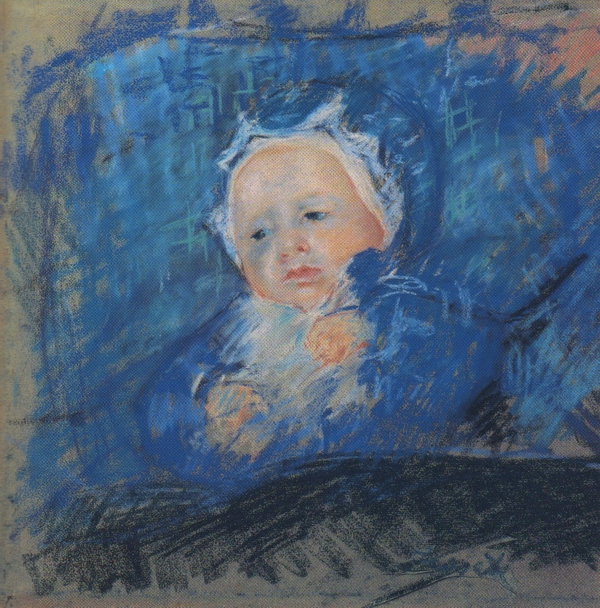
Het blauwe kind (1884) Mary Cassatt, Museum Langmatt, Zwitserland
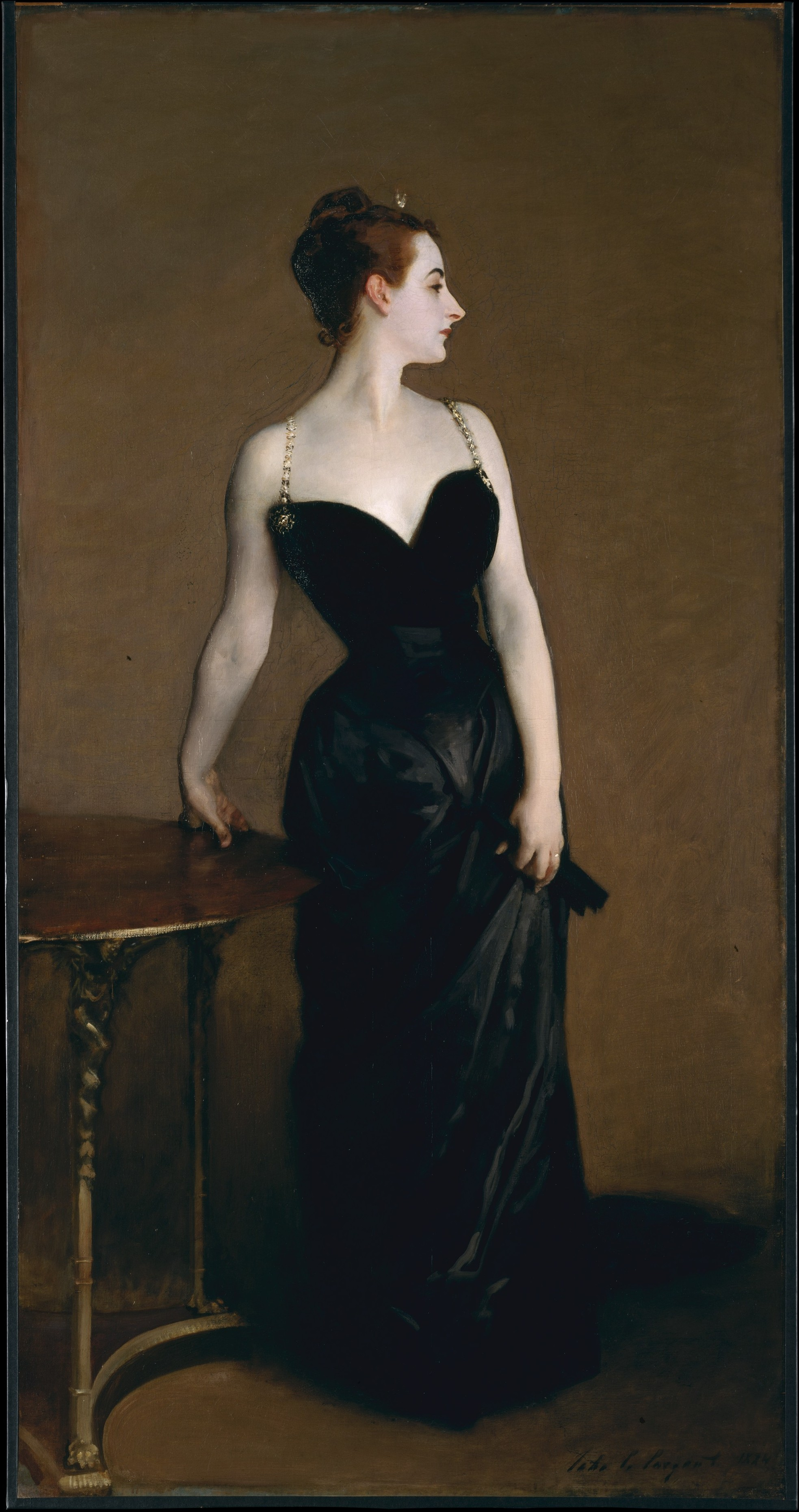
Madame Pierre Gautreau (1884) John Singer Sargent, Metropolitan Museum

## Bouwkunst
- 3 december - Onthulling van standbeeld van Ludvig Holberg in Bergen (Noorwegen)
- 6 december - Het Washington Monument komt gereed
- Het Vrijheidsbeeld wordt gebouwd
- Begin van de bouw van het Rijksdaggebouw
- Het Dakota gebouw in New York wordt gebouwd

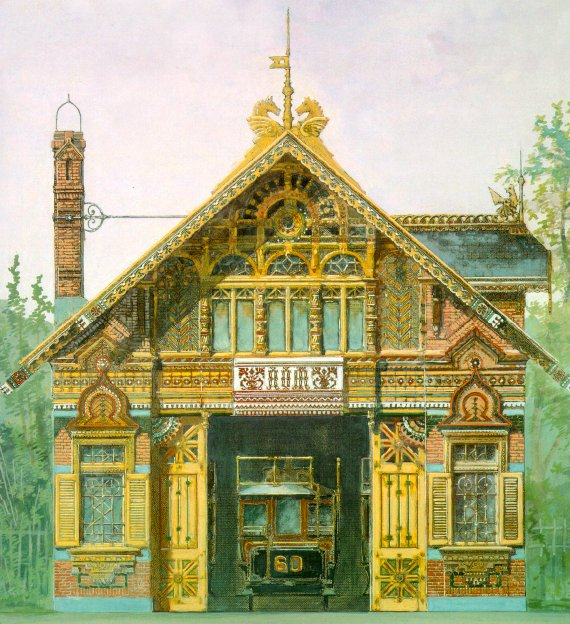
Paardentramremise, Amsterdam Abraham Salm
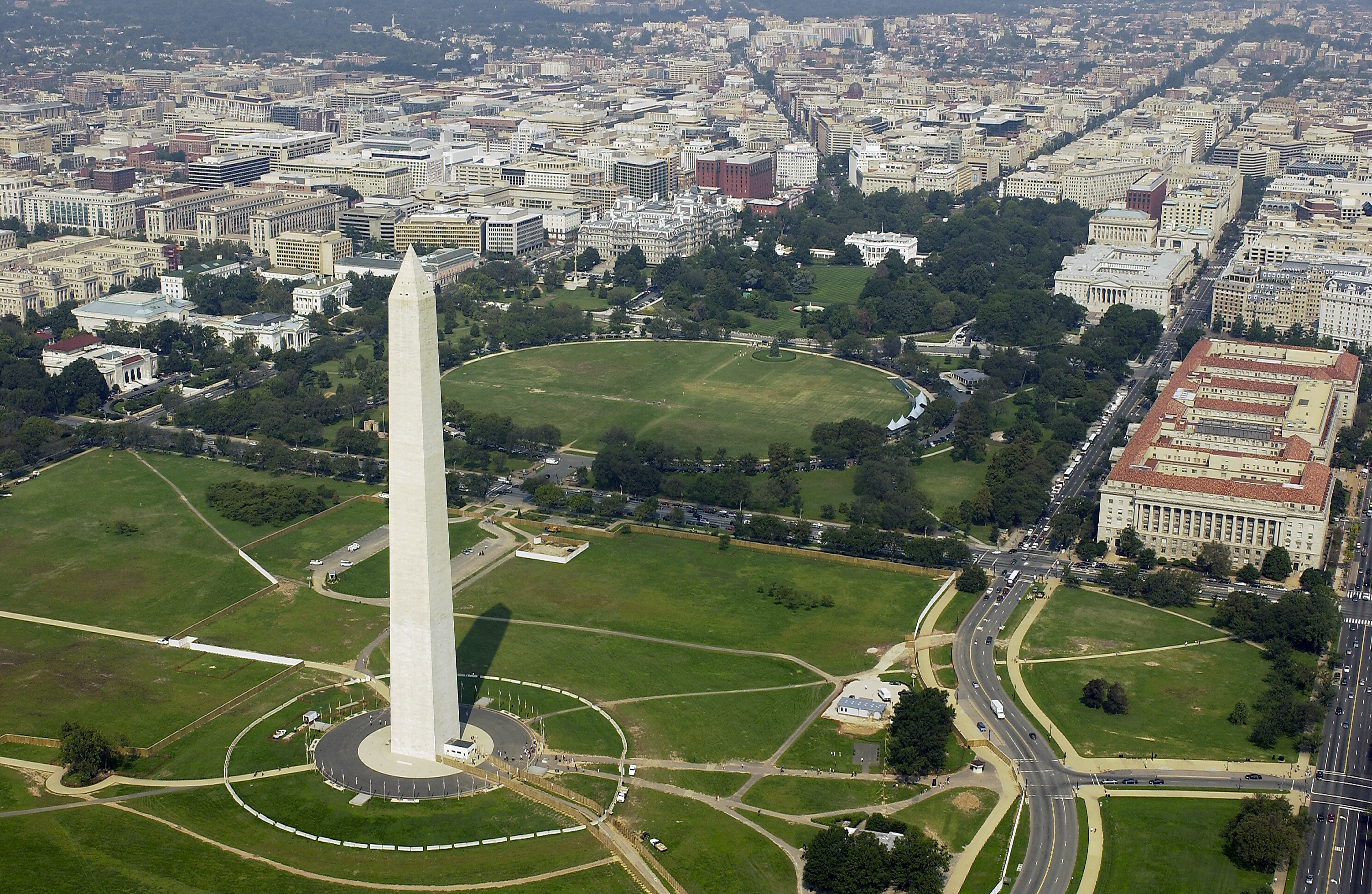
Washington Monument (1884) Robert Mills
Vrijheidsbeeld, New York
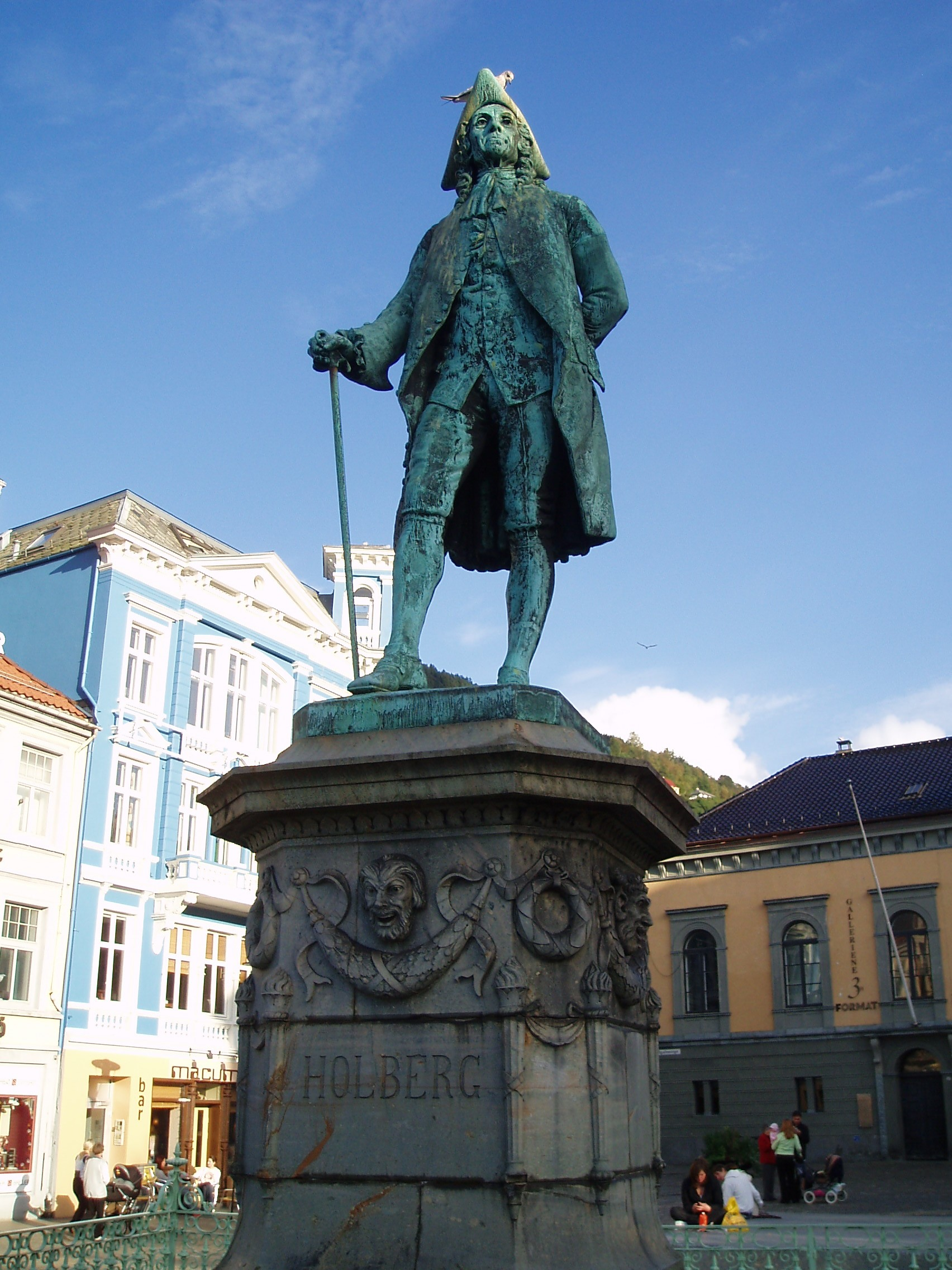
Standbeeld Holberg, Bergen

## Geboren

### januari
- 5 - Vilmos Huszár, Hongaars-Nederlands beeldend kunstenaar (overleden 1960)
- 12 - Alberto Ohaco, Argentijns voetballer (overleden 1950)
- 13 - Joseph Rock, Amerikaans-Oostenrijks antropoloog, botanicus, filmer, ontdekkingsreiziger en auteur (overleden 1962)
- 16 - Frederick Yates, Brits schaker (overleden 1932)
- 18 - Leo Lauer, Nederlands sportjournalist (overleden 1931)
- 20 - Carlyle Blackwell, Amerikaans acteur en filmregisseur (overleden 1955)
- 21 - Teunis van der Linden, Nederlands scheikundige (overleden 1965)
- 22 - Jan Feitsma, Nederlands procureur-generaal te Amsterdam (overleden 1945)
- 29 - Henri ten Holt, Nederlands kunstschilder, tekenaar en etser (overleden 1968)
- 31 - Theodor Heuss, Duits bondspresident (overleden 1963)
- 31 - Gerrit van Poelje, Nederlands ambtenaar en bestuurskundige (overleden 1976)

### februari
- 1 - Jevgeni Zamjatin, Russisch schrijver (overleden 1937)
- 6 - Tjeerd Bottema, Nederlands kunstenaar (overleden 1978)
- 9 - Carel Gerretson, Nederlands historicus en politicus, ook bekend als de dichter Geerten Gossaert (overleden 1958)
- 12 - Johan Laidoner, Estisch opperbevelhebber (overleden 1953)
- 12 - Marie Vassilieff, Russisch kunstschilderes (overleden 1957)
- 14 - Alfred Ost, Belgisch kunstschilder (overleden 1945)
- 15 - Alfred Gilbert, Amerikaans atleet (overleden 1961)
- 16 - Lien Lelyveld, Nederlands pianiste (overleden 1978)
- 26 - Hildo Krop, Nederlands beeldhouwer (overleden 1970)

### maart
- 6 - Molla Bjurstedt-Mallory Noors-Amerikaans tennisspeelster (overleden 1959)
- 8 - Jo Goetzee, Nederlands atleet (overleden 1935)
- 11 - Jan Lemaire sr., Nederlands acteur (overleden 1982)
- 13 - Hugh Walpole, Brits roman- en scenarioschrijver (overleden 1941)
- 14 - Albert van Giffen, Nederlands archeoloog (overleden 1973)
- 14 - Harald Hansen, Deens voetballer (overleden 1927)
- 15 - Ángelos Sikeliános, Grieks dichter (overleden 1951)
- 24 - Peter Debye, Nederlands-Amerikaans scheikundige en Nobelprijswinnaar (overleden 1966)
- 24 - Eugène Tisserant, Frans kardinaal (overleden 1972)
- 27 - Gordon Thomson, Brits roeier (overleden 1953)
- 31 - Teodoro Kalaw, Filipijns schrijver, bestuurder en politicus (overleden 1940)

### april
- 1 - Barend Coenraad Petrus Jansen, Nederlands biochemicus (overleden 1962)
- 2 - Gösta Adrian-Nilsson, Zweeds schilder (overleden 1965)
- 4 - Isoroku Yamamoto, Japans admiraal (overleden 1943)
- 12 - Otto Fritz Meyerhof, Duits medicus, biochemicus en Nobelprijswinnaar (overleden 1951)
- 16 - Alle van der Sluis, Nederlands burgemeester (overleden 1973)
- 18 - Jaan Anvelt, Estisch communistisch politicus (overleden 1937)
- 18 - Magda Janssens, Belgisch-Nederlands actrice (overleden 1973)
- 20 - Oliver Kirk, Amerikaans bokser (overleden 1958)
- 20 - Otto van Rees, Nederlands schilder (overleden 1957)
- 21 - Kees van Nieuwenhuizen, Nederlands voetballer (overleden 1981)

### mei
- 1 - Earl Howe, Brits autocoureur en lid van het Lagerhuis (overleden 1964)
- 2 - Frans de Vries, Nederlands econoom en eerste voorzitter van de Sociaal-Economische Raad (overleden 1958)
- 5 - Carl Osburn, Amerikaans schutter (overleden 1966)
- 8 - Santiago Casares Quiroga, Spaans politicus (overleden 1950)
- 8 - Harry S. Truman, 33ste president van de Verenigde Staten (overleden 1972)
- 19 - Arthur Meulemans, Belgisch componist, dirigent en muziekpedagoog (overleden 1966)
- 21 - Johan van de Kieft, Nederlands politicus (overleden 1970)
- 27 - Max Brod, Oostenrijks-Tsjechisch-Israëlisch schrijver (overleden 1968)
- 28 - Edvard Beneš, Tsjechisch president (overleden 1948)

### juni
- 2 - Mia May, Oostenrijks actrice (overleden 1980)
- 5 - Ralph Benatzky, Oostenrijks componist (overleden 1957)
- 5 - Ivy Compton-Burnett, Engels schrijfster (overleden 1969)
- 5 - Fred Lorz, Amerikaans atleet (overleden 1994)
- 8 - Nanno Boiten, Nederlands architect (overleden 1943)
- 9 - Clinge Doorenbos, Nederlands journalist, tekenaar, tekstschrijver en cabaretier (overleden 1978)
- 11 - Halide Edib Adivar, Turks schrijfster, onderwijzeres en vrouwenrechtenactivist (overleden 1964)
- 13 - Jean Brusselmans, Belgisch schilder (overleden 1953)
- 13 - Burrill Crohn, Amerikaans gastro-enteroloog (overleden 1983)
- 13 - Anton Drexler, Duits nazipoliticus (overleden 1942)
- 18 - Édouard Daladier, Frans politicus (overleden 1970)
- 20 - Adolphe Engers, Nederlands acteur (overleden 1945)
- 20 - Johannes Heinrich Schultz, Duits neuroloog (overleden 1970)
- 22 - James Rector, Amerikaans atleet (overleden 1949)
- 25 - Guilherme Paraense, Braziliaans schutter (overleden 1968)
- 30 - Franz Halder, Duits generaal (overleden 1972)

### juli
- 2 - Alfons Maria Jakob, Duits neuroloog (overleden 1931)
- 6 - Willem Dudok, Nederlands architect (overleden 1974)
- 7 - Lion Feuchtwanger, Duits schrijver (overleden 1958)
- 9 - Jan Tiele, Nederlands beeldend kunstenaar (overleden 1956)
- 12 - Amedeo Modigliani, Italiaans schilder en beeldhouwer (overleden 1920)
- 15 - Manopakorn Nithithada, Thais politicus (overleden 1948)
- 19 - Karel Eduard, hertog van Saksen-Coburg en Gotha (overleden 1954)
- 23 - Emil Jannings, Amerikaans acteur (overleden 1950)
- 23 - Betsy Rijkens-Culp, Nederlands pianiste (overleden 1958)
- 24 - Friedrich Gerhard, Duits ruiter (overleden 1950)
- 24 - Henri Rheinwald, Zwitsers wielrenner (overleden 1968)
- 25 - Ludovika Jakobsson-Eilers, Duits kunstschaatsster (overleden 1968)
- 26 - Guillaume Lemmens, bisschop van Roermond (overleden 1960)
- 28 - Aida de Acosta, Amerikaans luchtvaartpionier en onderneemster (overleden 1962)
- 29 - Boris Asafjev, Russisch componist (overleden 1949)

### augustus
- 3 - Josias Braun-Blanquet, Zwitsers botanicus (overleden 1980)
- 4 - Jacques Hoogveld, Nederlands atleet (overleden 1948)
- 5 - Gérard Delarge, Belgisch atleet (overleden ?)
- 7 - Billie Burke, Amerikaans actrice (overleden 1970)
- 9 - Mary Beekman, Nederlands actrice (overleden 1957)
- 12 - Louis Bouwmeester jr., Nederlands acteur en theaterdirecteur (overleden 1931)
- 13 - Guus Lutjens, Nederlands voetballer (overleden 1974)
- 16 - Hugo Gernsback, Amerikaans schrijver (overleden 1967)
- 17 - Vincent Auriol, president van Frankrijk (overleden 1966)
- 20 - Rudolf Bultmann, Duits theoloog (overleden 1976)
- 30 - Theodor Svedberg, Zweeds scheikundige en Nobelprijswinnaar (overleden 1971)
- 31 - Arthur Coninx, Vlaams toneelschrijver (overleden 1942)

### september
- 3 - Alex Gutteling, Nederlands dichter en criticus (overleden 1910)
- 4 - Henri Cornet, Frans wielrenner (overleden 1941)
- 6 - Julien Lahaut, Belgisch politicus (overleden 1950)
- 9 - Arthur Lieutenant, Duits politicus (overleden 1968)
- 11 - Harvey Fletcher, Amerikaans natuurkundige (overleden 1981)
- 16 - Staf Declercq, Belgisch politicus (overleden 1942)
- 23 - Clasina Albertina Kluyver, Nederlands feministe en vredesactiviste (overleden 1974)
- 23 - Helmut Röpnack, Duits voetballer (overleden 1935)
- 24 - Gustave Garrigou, Frans wielrenner (overleden 1963)
- 24 - İsmet İnönü, president van Turkije (1938-1950) (overleden 1973)
- 24 - Johan August van Thiel, procureur-generaal van Amsterdam (overleden 1972)
- 25 - Kees Boeke, Nederlands pedagoog (overleden 1966)
- 26 - Forrest Smithson, Amerikaans atleet (overleden 1962)
- 30 - Adeodato Giovanni Piazza, patriarch van Venetië (overleden 1957)

### oktober
- 5 - Hendrik Willem Tilanus, Nederlands politicus (overleden 1966)
- 8 - Walter von Reichenau, Duits maarschalk (overleden 1942)
- 10 - Ferdinand Bordewijk, Nederlands schrijver (overleden 1965)
- 11 - Friedrich Bergius, Duits scheikundige en Nobelprijswinnaar (overleden 1949)
- 11 - Eleanor Roosevelt, Amerikaans mensenrechtenactiviste, echtgenote van Franklin Delano Roosevelt (overleden 1962)
- 21 - Claire Waldoff, Duitse zangeres (overleden 1957)
- 26 - Bill Hogenson, Amerikaans atleet (overleden 1965)

### november
- 3 - Apie Prins, Nederlands journalist, schrijver en vertaler (overleden 1958)
- 8 - Hermann Rorschach, Zwitsers psycholoog (overleden 1922)
- 10 - Zofia Nałkowska, Pools schrijfster (overleden 1954)
- 10 - Jan van Nijlen, Belgisch dichter (overleden 1965)
- 24 - Itzhak Ben-Zvi, Israëlisch politicus (overleden 1963)
- 24 - Michel de Klerk, Nederlands architect (overleden 1923)
- 30 - Ture Rangström, Zweeds componist (overleden 1947)

### december
- 1 - Karl Schmidt-Rottluff, Duits expressionistisch schilder (overleden 1976)
- 2 - Ruth Draper, Amerikaans actrice (overleden 1956)
- 2 - Marius van Lokhorst, Nederlands NSB-politicus (overleden 1971)
- 6 - Petru Groza, Roemeens politicus (overleden 1958)
- 10 - Juan Posadas, Filipijns bestuurder en burgemeester van Manilla (overleden 1940)
- 11 - Piet Ooms, Nederlands zwemmer en waterpoloër (overleden 1961)
- 14 - Cornelis Kruyswijk, Nederlands architect (overleden 1935)
- 18 - Nicolaas Tsjarnetskyj, Oekraïens redemptorist en martelaar (overleden 1959)
- 18 - Philip Van Isacker, Belgisch politicus (overleden 1951)
- 20 - Max Blokzijl, Nederlands zanger en journalist (overleden 1946)
- 24 - Antoine, Frans kapper van beroemdheden (overleden 1976)
- 24 - Otto Reiser, Duits voetballer (overleden 1957)
- 28 - Joseph Pholien, Belgisch politicus (overleden 1968)
- 29 - F.C. Dominicus, Nederlands taalkundige (overleden 1976)
- 30 - Hideki Tojo, Japans bevelhebber en politicus (overleden 1948)

### datum onbekend
- Horloogyin Dandzan, Mongools politicus (overleden 1924)
- Elmer Dewey, Amerikaans acteur (overleden 1954)
- Fred Lorz, Amerikaans atleet (overleden 1914)

## Overleden
januari
- 1 - Franz Senn (52), Oostenrijks pastoor en bergbeklimmer
- 6 - Gregor Mendel (61), grondlegger van de genetica
- 14 - Arend Roodenburg (79), Nederlands architect
- 24 - Karel Adrianus Meeussen (68), Nederlands politicus
- 25 - Périclès Pantazis (34), Grieks schilder

februari
- 8 - Cetshwayo (ca. 57), Zoeloekoning
- 24 - Georg Büchmann (62), Duits taalkundige
- 27 - Maria van Jezus Deluil-Martiny (42), Belgisch/Frans ordestichtster en zalige

maart
- 28 - Leopold van Albany (30), zoon van koningin Victoria

april
- 4 - Marie Bashkirtseff (25), artieste

mei
- 8 - Mithat Pasja (62), Ottomaans politicus
- 12 - Bedřich Smetana (60), Tsjechisch componist
- 19 - Elias Lönnrot (82), Fins schrijver

juni
- 21 - Alexander (32), (kroon)prins der Nederlanden

juli
- 1 - Allan Pinkerton (64), Amerikaans detective
- 10 - Karl Richard Lepsius (73), Duits egyptoloog
- 10 - Paul Morphy (47), Amerikaans schaker
- 31 - Kien Phuc (15), keizer van Vietnam (1883-1884)

augustus
- 3 - Paul Abadie (72), Frans architect
- 11 - Cornelis Philippus Hofstede de Groot (54), Nederlands theoloog

oktober
- 3 - Hans Makart (44), Oostenrijk schilder
- 4 - Leona Florentino (35), Filipijns dichteres
- 16 - Benjamin Alvord (71), Amerikaans wiskundige
- 18 - Willem (78), zittend hertog van Brunswijk

november
- 1 - Jacobus Anthonie Fruin (55), Nederlands rechtsgeleerde
- 11 - Alfred Brehm (55), Duits zoöloog, ornitholoog en publicist
- 25 - Hermann Kolbe (66), Duits scheikundige

## Weerextremen in België
- 26 januari: hoogste etmaalsom van de neerslag ooit op deze dag: 14 mm.
- 30 januari: hoogste etmaalgemiddelde temperatuur ooit op deze dag: 10.8 °C.
- 11 maart: hoogste etmaalsom van de neerslag ooit op deze dag: 19.9 mm.
- 18 april: laagste etmaalgemiddelde temperatuur ooit op deze dag: 1,7 °C.
- 19 april: laagste etmaalgemiddelde temperatuur ooit op deze dag: 1,5 °C en laagste minimumtemperatuur: -3,1 °C.
- 22 april: laagste etmaalgemiddelde temperatuur ooit op deze dag: 2,9 °C.
- 24 april: laagste etmaalgemiddelde temperatuur ooit op deze dag: 3,3 °C.
- 27 augustus: laagste etmaalgemiddelde temperatuur ooit op deze dag: 11,8 °C.
- 11 oktober: hoogste etmaalsom van de neerslag ooit op deze dag: 48,4 mm.
- 9 december: hoogste etmaalsom van de neerslag ooit op deze dag: 25 mm.